# Astreopora gracilis
Astreopora gracilis е вид корал от семейство Acroporidae. Възникнал е преди около 13,82 млн. години по времето на периода неоген. Видът не е застрашен от изчезване.

## Разпространение и местообитание
Разпространен е в Австралия, Американска Самоа, Вануату, Виетнам, Гуам, Джибути, Египет, Еритрея, Йемен, Израел, Индия, Индонезия, Йордания, Камбоджа, Кирибати, Кокосови острови, Малайзия, Маршалови острови, Мианмар, Микронезия, Науру, Нова Каледония, Остров Рождество, Палау, Папуа Нова Гвинея, Провинции в КНР, Самоа, Саудитска Арабия, Северни Мариански острови, Сингапур, Соломонови острови, Судан, Тайван, Тайланд, Тувалу, Уолис и Футуна, Фиджи, Филипини и Япония.
Среща се на дълбочина от 2 до 42,5 m, при температура на водата от 22,2 до 28,6 °C и соленост 33,1 – 35,5 ‰.

## Описание
Популацията на вида е намаляваща.